# 田纳西州立大学
田纳西州立大学，（英語：Tennessee State University，简称：TSU），始创于1912年，是一所位于美国田纳西州纳什维尔的区域性公立综合性大学。由于美国历史上的种族隔离制度，田纳西州立大学曾经是一所黑人专属高校，部分校园建筑也因此以“黑人高校历史遗迹”的名号被列入美国國家史蹟名錄。田纳西州立大学是田纳西州唯一一所公办的原黑人专属高校。田纳西州立大学还是一所获得美国国会资助的赠地大学。该校现开设有本科专业41个，研究生专业23个，博士专业8个。

## 沿革
田纳西州立大学的前身是创建于1912年的田纳西州立黑人农工师范学校（Tennessee Agricultural & Industrial State Normal School for Negroes）， 但是一直到1913年1月16日才正式运营。 1925年，学校更名为田纳西州立农工师范学校（Tennessee Agricultural & Industrial State Normal College）。 1927年，学校升级为学院并再度改名，新校名为田纳西州立农工学院（Tennessee Agricultural & Industrial State College）1946年，学校获得美国南方高校联盟（Southern Association of Colleges and Schools）的资格认证，并被允许开设第一个研究生专业。1968年，学校正式该名为田纳西州立大学并沿用至今。1979年，田纳西大学纳什维尔分校（University of Tennessee at Nashville）在地方法院的命令下并入该校
如今，田纳西州立大学拥有8个学院并且仍在不断成长。迄今为止，该校依然是纳什维尔地区唯一的一所公立大学，同时该校的医学健康专业是田纳西州范围内规模最大建制最完整的，在全美范围内也极具竞争力。

## 學校排名
- 根據美國新聞與世界報導的全美國國家級大學排名，田纳西州立大學排在第392~434名之間[10]。

## 校园环境
田纳西州立大学主校区总面积约500英畝（2.0平方） ，坐拥65座校园建筑，是纳什维尔校园面积和规模最大的一所大学。 埃冯·威廉姆斯分校区（Avon Williams Campus）则地处纳什维尔中心地带，临近商业区和政府机关。 田纳西州立大学的校园内也包含了学生宿舍供在读学生选择，经济条件较好的学生也可以自愿选择入住公寓式学生宿舍。

## 院系
田纳西州立大学目前设有8个学院：
- 农业、人文与自然科学学院（College of Agriculture, Human, and Natural Sciences）[11]
- 商学院（College of Business）[12]
- 教育学院（College of Education）[13]
- 工程学院（College of Engineering）[14]
- 卫生学院（College of Health Sciences）[15]
- 文学院（College of Liberal Arts）[16]
- 生命与科学学院（College of Life and Physical Sciences）[17]
- 公共服务学院（College of Public Service）[18]

除此8个学院之外，田纳西州立大学另外设有荣誉学院（The University Honors College，简称：UHC）。 荣誉学院成立于1964年，目的是拣选和鼓励那些勤奋努力抑或是天赋异禀的本科在校生。

## 课余生活

### 体育竞赛
田纳西州立大学现有7支男子运动队和8支女子运动队入选美国國家大學體育協會，属于NCAA第一级别，而美式橄榄球校队则被分在俄亥俄山谷联盟。

### 学生社团
田纳西州立大学共有60个在校园内正式注册的学生组织。其中包括仅限非洲裔学生加入的兄弟会5个，仅限非洲裔的姐妹会4个，其他性质的兄弟会和姐妹会共6个，以及4个荣誉团体。

## 協力關係
- 奧花·雲費，知名主持人、慈善家及演员；曾入选时代百大人物
- 迪克·巴尼特，NBA运动员
- 羅伯特·科溫頓，NBA运动员
- 安東尼·梅森，NBA运动员
- 特拉克·鲁宾逊，NBA运动员
- 约翰·巴恩希尔，NBA运动员
- 威瑪·魯道夫，女子短跑运动员、奥运会金牌得主
- 蔡同屿，金融家、中华民国交通部顾问
- 林志嘉[22]，中华民国政治人物、立法委员
- 王必成，中华民国企业家
- 莫里斯·懷特，美国音乐人

## 相关学校
- 孟菲斯大学（University of Memphis）
- 中田纳西州立大学（Middle Tennessee State University）
- 东田纳西州立大学（East Tennessee State University）